# Joyce Smith
Joyce Smith (Reino Unido, 26 de octubre de 1937) fue una atleta británica especializada en la prueba de 3000 m, en la que consiguió ser medallista de bronce europea en 1974.

## Carrera deportiva
En el Campeonato Europeo de Atletismo de 1974 ganó la medalla de bronce en los 3000 metros, con un tiempo de 8:57.39 segundos, llegando a meta tras la finlandesa Nina Holmen y la soviética Lyudmila Bragina (plata).